# Dasypolia quinta
Dasypolia quinta là một loài bướm đêm trong họ Noctuidae.